# 新潟市タクシー運転手強盗殺人事件
新潟市タクシー運転手強盗殺人事件（にいがたしタクシーうんてんしゅごうとうさつじんじけん）は、2009年（平成21年）11月1日に、新潟市東区でタクシー運転手が何者かに刃物で殺害され売上金が奪われた未解決事件である。

## 事件現場の状況
2009年（平成21年）11月2日午前1時30分頃、新潟県新潟市東区空港西一丁目の路上に停車中のタクシー内で運転席シートにもたれ掛かるような状態で倒れ、上半身から血を流しているタクシーの男性運転手（当時63歳）の遺体を同僚が発見した。新潟県警察は殺人事件と断定し、新潟東警察署に捜査本部を設置した。また、売上金がなくなっていることから強盗殺人事件と見て捜査を開始した。
発見時、運転席に座った状態で上半身が血まみれであった。司法解剖の結果、死因は出血性ショック死で、死亡推定時刻は11月1日午後11時頃と推定される。刺し傷は首の左側や頭、体の後ろ側に複数箇所あった。
タクシーはスーパーマーケット脇の路上に左前輪を歩道に乗り上げ、エンジンはかかった状態で停車していた。また、車内の料金メーターは「支払い」と表示されており、約2000円で止まっていた。このことから犯人は現場付近で料金支払いを装って停車を求め、運転手の男性が料金精算をする際に後部座席から襲撃したとみられる。また、タクシーの車内からは車の下にも大量の血痕が広がるなど、運転手男性が大量の出血をしていたことから、犯人は返り血を浴びている可能性もある。

## 事件の経過
- 2009年11月1日
  - 午後10時40分頃 - 犯人と思わしき若い男をJR東日本新潟駅南口から乗せる。
  - 午後11時00分頃 - 発見現場となる新潟市東区空港西一丁目に向けて走行しているところを目撃されている[7]。
  - 午後11時30分頃 - 新潟市東区空港西一丁目の路上でハザードランプが点滅した状態でタクシーが停車しているのを近くの住人が目撃している[7]。
- 2009年11月2日　　
  - 午前1時30分頃 - 探していた同僚が車両と男性運転手を発見し、110番に通報した。
- 2011年7月29日
  - 警察庁は、時効廃止法適用に基づいた、殺人罪としてこの捜査中の長期未解決事件を、上限300万円の捜査特別報奨金を用意して、対象事件に指定[8]。被疑者逮捕のための情報に、同300万円の懸賞金が懸けられ、事件解決への協力を呼びかけている[8][9]。

## 犯人とみられる特徴
新潟県警察は、被害者のタクシーに乗車した最後の客を犯人と推測。JR新潟駅前の監視中の防犯カメラに録画されていた動画を一般に公開した。
また、時効のない事件として、被疑者逮捕と事件解決に繋がる、情報の提供を呼びかけている。
- 年齢:10代後半から20代前半くらいの男
- 身長:165センチメートル前後
- 体格:痩せ型
- 服:黒っぽい上着に白色の2本線が入った黒っぽいジャージーズボンを着ていた。
- 靴:サンダル履き
- 所持品:黒色の手提げバック、ビニール傘

2015年5月には、別の角度から男を捉えた新たな映像も公開された。